# Parafia św. Maksymiliana w Skroniowie
Parafia w Skroniowie – rzymskokatolicka parafia pw. św. Maksymiliana Marii Kolbego. Należy do dekanatu jędrzejowskiego, diecezji kieleckiej. Została powołana do istnienia w 1983 dekretem ordynariusza diecezji kieleckiej, ks. biskupa Stanisława Szymeckiego. Powstała z parafii bł. Wincentego Kadłubka w Jędrzejowie (wsie Skroniów, Prząsław Mały, część wsi Książe-Skroniów) oraz z parafii w Krzcięcicach  (część wsi Potok Wielki) i z parafii w Ciernie (wieś Brynica Sucha).
Patronem parafii został św. Maksymilian Kolbe. Proboszczem ks. biskup mianował ks. Jerzego Gredkę. Kościół pw. św. Maksymiliana Marii Kolbego, zbudowano w latach 1984–1992. Został konsekrowany 11 października 1992.

## Proboszczowie
- ks. Jerzy Gredka - 1982-1984 rektor, 1984-1994 - proboszcz
- ks. Jerzy Słupik - od 1994 r.